# Wzgórza Chropaczowskie

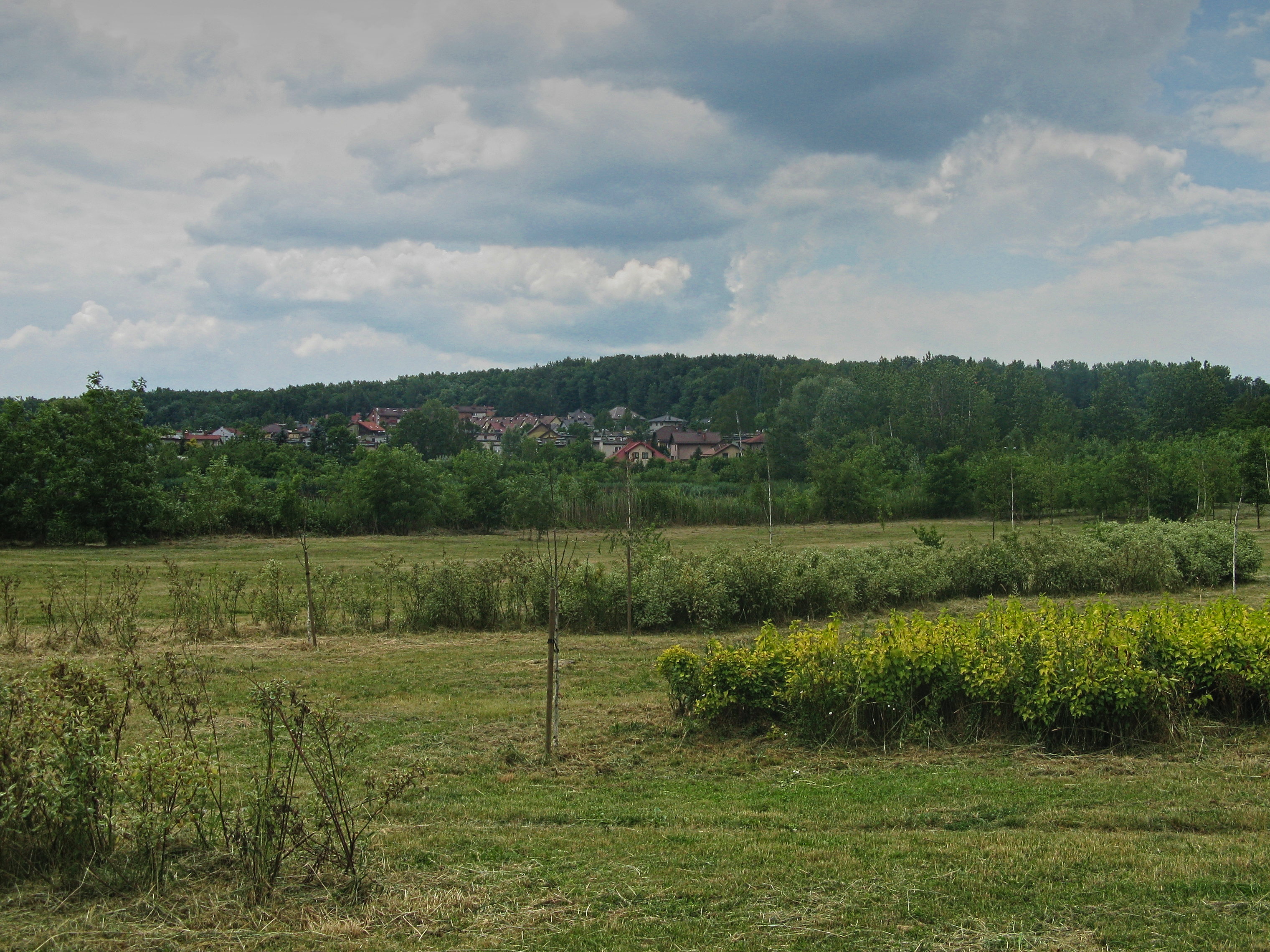
Góra Hugona

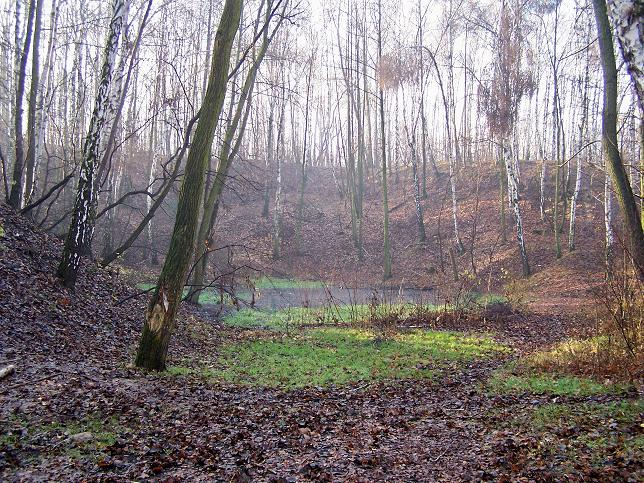
Las na Górze Hugona

Wzgórza Chropaczowskie — wzgórza znajdujące się głównie w Świętochłowicach, ale także Chorzowie, Bytomiu i Rudzie Śląskiej. Swoją nazwę zawdzięczają od dzielnicy Chropaczów.
W najwyższym punkcie (Góra Hugona) mają 311,4 m n.p.m. Stanowią dział wodny między Wisłą a Odrą. Na północy wzgórz znajdują się lasy bukowe. Teren ten jest zdegradowany poprzez działalność człowieka. Obecnie następuje rekultywacja hałd.